# Zentrum für Kultur und visuelle Kommunikation der Gehörlosen Berlin/Brandenburg
Das Zentrum für Kultur und visuelle Kommunikation der Gehörlosen Berlin/Brandenburg ist ein gemeinnütziger Verein. Es koordiniert die Landesdolmetscherzentralen in Potsdam, Cottbus und Berlin für Deutsche Gebärdensprache (DGS) oder Lautbegleitende Gebärden, Fingeralphabet, taktile Gebärden, Lormen, Schreibdolmetschen und unterstützende Kommunikation. Außerdem leitet der Verein ein soziokulturelles Zentrum  um das Thema „Hörbehinderte und Taube “. Das ZfK will die Kommunikation und den gleichberechtigten Austausch zwischen hörenden und hörbehinderten Menschen mittels der Gebärdensprache sowie die Sensibilisierung der Gesellschaft für diese Sinnesbehinderung fördern.

## Geschichte
Das ZfK ging ursprünglich aus dem im Jahr 1881 gegründeten „Berliner Taubstummen-Theaterverein Frohsinn“ hervor. Nach Ende des Ersten Weltkriegs wurde der Verein im Jahr 1918 neu gegründet und agierte als  „Berliner Taubstummen Bühnenclub“. Nach Ende des Zweiten Weltkriegs wurde daraus das Pantomime-Ensemble der Gehörlosen („Berliner Laienspielgruppe“) und später das Pantomime-Ensemble der DDR, das unzählige Auftritte im In- und Ausland hatte und sich 1989 mit der Deutschen Wiedervereinigung auflöste.
Im Jahr 1991 wurde der „Berliner Gehörlosen Bühnenclub“ von Christina und Uwe Schönfeld erneut gegründet, der 1993 in „Zentrum für Kultur und visuelle Kommunikation der Gehörlosen Berlin/Brandenburg e.V.“ umbenannt wurde. Neben dem gehörlosen Theaterschaffen wurden nun die aktive Beteiligung und Einbindung von Gehörlosen in das gesellschaftliche Geschehen sowie die Nutzung der modernen Medien sowie soziokulturelle Projekte das zentrale Bestreben des Vereins. Am 2. Oktober 1998 verlieh der Regierende Bürgermeister Berlins Eberhard Diepgen dem „Zentrum für Kultur und visuelle Kommunikation der Gehörlosen Berlin/Brandenburg e.V.“ den Verdienstorden des Landes Berlin für hervorragende Verdienste um die Stadt Berlin.

## Organisation
Das ZfK hat seit 2005 seinen Hauptsitz in Potsdam und betreibt Außenstellen in Cottbus und Berlin. Die Grundsteine für die heutige Struktur sind:
- Überregionale Koordinierungs- und Beratungsstelle
- Bildungszentrum (deafcom)
- Sozialzentrum (Einzelfall-, Familienhilfe und Persönliches Budget)
- Landesdolmetscherzentrale Brandenburg/Berlin
- Integrationsfachdienst Cottbus
- Medienzentrum (deafmedia)
- Kulturzentrum (Theater, Oper, Events)

Der Vorstand des ZfK ist besetzt mit Uwe Schönfeld (1. Vorsitzender), Steffen Helbing (2. Vorsitzender) und Alexandra Giuranna (Schatzmeisterin).
Der Verein hat mehrere Zweckbetriebe und einem festen Mitarbeiterstamm, der in den oben genannten Bereichen tätig ist.

## Aufgaben
- Soziokulturelle und linguistische Förderung und Bildung hörbehinderter Menschen
- Sicherstellung der Kommunikation hörbehinderter Menschen
- Beratung und Sensibilisieren von Behörden, Trägern und Personen.
- Aus- und Weiterbildung für Hörbehinderte sowie Förderung insbesondere der visuellen Kommunikation für Einzelpersonen (Einzelfallhilfe und/oder Familienhilfe)
- Sensibilisierung hörender Menschen für die spezielle Problematik hörbehinderter Menschen
- Vermittlung der Deutschen Gebärdensprache und anderer geeigneter Kommunikationsformen für Einrichtungen und Personen, die mit hörbehinderten Menschen arbeiten und leben. Das ins ZfK integrierte Brandenburger Bildungsinstitut für Hörbehinderte bildet Gebärdensprachdozenten und Kommunikationsassistenten für Hörbehinderte aus und führt Einzelunterricht durch. Es bietet Individuelle Integrations- und Kommunikationskurse für Hörbehinderte oder Hörende, für Kinder und Erwachsene.
- Sozialberatung und Kommunikationsassistenz von Gehörlosen und ihren Familien im öffentlich-gesellschaftlichen Raum
- Produktion von Filmen in Gebärdensprache, Video-Guides und Bildungsvideos in einem eigenen Studio. Mit dem Engagement professioneller hörender Dolmetscher und Übersetzer sowie gehörloser Dolmetscher, Kameraleute und AVID-Editoren werden TV-/DVD- und Web-Filmproduktionen und barrierefreie Medien nach der BITV 2.0 unter anderem für Übersetzungen von deutschen Texten in die Deutsche Gebärdensprache (DGS) oder „leichte Sprache“ erstellt. Das Medienzentrum des ZfK verfügt über fünf voll ausgestattete Schnittplätze und sendet ein eigenes Wochenmagazin in Form eines WEB-TVs.[4]
- Unterstützung von Projekten und natürlichen Personen, die sich für die Förderung der Gebärdensprache, der Kultur der Gehörlosen und die politischen sowie sozialen Interessen Hörbehinderter einsetzen.
- Das ZfK betreibt mit einem eigenen Fuhrpark Familien- und Einzelfallhilfe in Brandenburg und Berlin.

### Gesellschaftspolitische Arbeit
Das ZfK kooperiert mit dem Landesverband der Gehörlosen Brandenburg, dem Gehörlosenverband Berlin, dem Förderverein der Gehörlosen der neuen Bundesländer FORSEA und der Bundesinitiative daheim statt Heim, um die gesellschaftspolitischen Interessen dieser Gemeinschaft nach außen zu vertreten.

### Landesdolmetscherzentrale Brandenburg/Berlin
Die Landesdolmetscherzentrale arbeitet im Auftrage und mit Förderung des Ministeriums für Arbeit, Soziales, Gesundheit, Frauen und Familie (MASGF) Brandenburg. Sie vermittelt, koordiniert, plant, organisiert und sensibilisiert in allen Bereichen  im Bundesland Brandenburg, wenn es um visuelle Kommunikation und Dolmetschleistungen geht. Darüber hinaus vermittelt, koordiniert und plant  sie auch Dolmetschereinsätze in Berlin und anderen Bundesländern.

### Integrationsfachdienst Cottbus
Der Integrationsfachdienst hat seinen Sitz in Cottbus und arbeitet entsprechend den Vorgaben des Integrationsamtes des Landes Brandenburg. Der Fachdienst ist ausschließlich für hörbehinderte Menschen mit einem Arbeitsverhältnis da und betreut, begleitet und unterstützt bei Bedarf hörbehinderte Arbeitnehmer sowie deren Arbeitgeber.

### Überregionale Koordinierungs- und Beratungsstelle
Die Überregionale Koordinierungs- und Beratungsstelle für hörbehinderte Menschen Brandenburgs (ÜKBH) ist ebenfalls im Auftrage des MASGF Brandenburg tätig. Sie agiert insbesondere als Schnittstelle zu Behörden und Verwaltungen mit dem Ziel, die Situation für hörbehinderte Menschen in der Gesellschaft weiter zu verbessern. Hierzu werden Seminare, Gespräche und Dokumentationen angeboten.

### Kulturzentrum Schönhauser Allee, Berlin
Theater- und Bühnenprojekte sind durchgehend das ganze Jahr aktiv. Schwerpunkt ist das Medienzentrum des ZfK. Hier sitzt auch die Organisation für die kulturellen Projekte, in dem hörbehinderte und taube Schauspieler aktiv sind.

## Produktionen unter Mitwirkung des ZfK

### Film-Produktionen des ZfK
- 1997 Montags früh… Regie: Christina Schönfeld, Drehbuch: Uwe Schönfeld, Kamera: Olaf Birkenstadt
- 1998 Die Geburt der Sprache. Regie: Christina Schönfeld / Uwe Schönfeld, Drehbuch: Uwe Schönfeld, Kamera: Olaf Birckenstaedt
- 1999 Durchgedreht. Regie: Christina Schönfeld / Uwe Schönfeld, Drehbuch: Uwe Schönfeld, Kamera: Olaf Birckenstaedt
- 2015 Die Deaf-DDR. Teile 1 und 2, Regie: Marco Lidski, Drehbuch: Christina Schönfeld, Kamera: Jan Sell

### Musiktheater, Oper, Konzert in Zusammenarbeit mit dem ZfK
- 1994 Helmut Oehring: „Dokumentaroper“, Musiktheater auf Texte Helmut Oehrings (UA Wittener Tage für Neue Musik, Regie: Maxim Dessau, mit dem KNM Berlin, Dirigent: Roland Kluttig)
- 1996 Helmut Oehring: „DAS D'AMATO SYSTEM“, Tanzoper auf Texte Helmut Oehrings (UA Carl-Orff-Saal München, Regie: Maxim Dessau, mit dem KNM Berlin, Dirigent: Roland Kluttig)
- 1999 Helmut Oehring und Iris ter Schiphorst: Bernarda Albas Haus, Tanztheater nach Fédérico Garcia Lorca (UA November 1999 Theater Basel/Hebbeltheater, Berlin, Choreografie: Joachim Schlömer)
- 2000/01 Helmut Oehring und Iris ter Schiphorst: „Effi Briest“, Musiktheater auf Texte von Rainer Werner Fassbinder und Theodor Fontane; Auftragswerk der Oper Bonn (UA März 2001 Kunsthalle Bonn mit dem Ensemble musikFabrik NRW, musikalische Leitung: Wolfgang Ott, Inszenierung: Ulrike Ottinger, mit Ingrid Carven, Salome Kammer)
- 2001/02 Helmut Oehring: „BlauWaldDorf“ (weit-aus-einander liegende Tage), Oper auf Texte von Hans Christian Andersen und Helmut Oehring, Auftragswerk des Theater Aachen (UA April 2002 musikalische Leitung: Jeremy Hulin, Inszenierung: Claus Guth)
- 2003/04 Helmut Oehring: „Wozzeck kehrt zurück“, tonschriftliche Momentaufnahme in drei Abzügen (12 Kontakten) auf Texte Georg Büchners, Theodor Fontanes und Helmut Oehrings unter Verwendung von Musiken Carlo Gesualdos, Auftragswerk des Theaters Aachen (UA Juni 2004, musikalische Leitung Jeremy Hulin, Inszenierung: Michael Simon)
- 2005/06 Helmut Oehring: „UnsichtbarLand (oder Der Sturm)“, Oper unter Verwendung von Musiken Henry Purcells, Auftragswerk des Theater Basel (UA Mai 2006, musikalische Leitung: Jürg Henneberger und G. Parunuzzi, Inszenierung: Claus Guth)
- 2012/13 Helmut Oehring: „SehnSuchtMEER oder Vom Fliegenden Holländer“, Oper unter Verwendung von Musiken Richard Wagners mit Texten von Heinrich Heine, Richard Wagner, Mathilde Wesendonck und Hans Christian Andersen; Auftragswerk zum Wagner-Jahr der Deutschen Oper am Rhein, Düsseldorf (UA März 2013, musikalische Leitung: Axel Kober, Inszenierung: Claus Guth)
- 2012/2013 Helmut Oehring: „AscheMOND oder The Fairy Queen“, Oper unter Verwendung von Musiken Henry Purcells mit Texten von William Shakespeare, Adalbert Stifter, Heinrich Heine und Helmut Oehring; Auftragswerk der Staatsoper Unter den Linden, Berlin, im Schillertheater (UA Juni 2013, musikalische Leitung Staatskapelle: Johannes Kalitzke/Michael Boder, Inszenierung: Claus Guth)
- 2013/14 Helmut Oehring: „Orfeo14. (vol. 1)“, Musiktheater auf Claudio Monteverdis „Orfeo“ und Joseph Conrads „Heart of Darkness“ für 6 Solisten und zwei Ensembles (16 Instrumentalisten); Auftragswerk der Opéra de Lille (UA Juni 2014 musikalische Leitung Emmanuelle Haim/Francois Deppe, Inszenierung: Stefanie Wördemann und Helmut Oehring)
- 2014/15 Helmut Oehirng: „JONA, JONAS und der WAL“, ein szenisches KonzertAbenteuer für Hörende und NichtHörende, Kinder, Jugendliche und Erwachsene mit Live-Elektronik und -Geräuscherzeugung, Gebärdenpoesie, Gesang, Schauspiel, Tanz und Instrumentalensemble frei nach dem Buch Jona und Hans-Christian Andersens Märchen „Die Kleine Meerjungfrau“ (UA Dezember 2014 Volkstheater Rostock, musikal. Ltg.: Manfred Hermann Lehner, Inszenierung: Stefanie Wördemann und Helmut Oehring)
- 2015 Helmut Oehring: „Die Brüder Löwenherz“, Musiktheater für Kinder, Jugendliche und Erwachsene für Solisten, Chor, Orchester und Live-Elektronik nach dem gleichnamigen Roman von Astrid Lindgren (UA März 2015 Semperoper Dresden / Lucerne Festival, musikalische Leitung: Eric Ona, Inszenierung: Walter Suttcliffe)
- 1993/94 Helmut Oehring: „Wrong SCHAUKELN – ESSEN – SAFT (aus: Irrenoffensive)“ für Solo-Stimme und Ensemble (UA 1994 Konzerthaus Berlin, KNM, Dirigent: Roland Kluttig)
- 1998 Helmut Oehring: „Mischwesen“ für Gebärdensolistin und Ensemble (UA November 1998 Kunstcentrum Gent, Asko Ensemble, Dirigent: Roland Kluttig)
- 2000 Helmut Oehring: „Verlorenwasser (aus: Der Ort/Musikalisches Opfer)“ für eine Gebärdensolistin, Gebärdenchor und Orchester (UA Liederhalle Stuttgart mit dem Orchester der Staatsoper Stuttgart, Dirigent: Lothar Zagrosek)
- 2013 Helmut Oehring: „schienen wie Wellen die in lange Auge (Saf Haki / Wörter in die Luft)“ für einen Vokalsolisten, Gebärdensolistin, Solo E-Gitarristen, Chor und Orchester; Auftragswerk der Donaueschinger Musiktage 2013 (UA Oktober 2013 mit dem SWR Sinfonieorchester und SWR Vokalensemble Stuttgart, Dirigent: Rupert Huber)
- 2015 Luciano Berio: „Un re in ascolto“, musikalische Handlung in zwei Teilen, Libretto: Italo Calvino (Inszenierung von Paul Esterhazy am Staatstheater Kassel, Premiere: 23. Mai 2015)